# Wojtek
Wojtek (nato nel 1942 vicino a Hamadan in Persia e morto il 2 dicembre 1963 allo Zoo di Edimburgo) è stato un orso bruno siriano adottato come mascotte dai soldati della 22ª Compagnia di rifornimento dell'artiglieria nel II Corpo polacco (Drugi Korpus Wojska Polskiego), comandato dal generale Władysław Anders. Il nome "Wojtek" è un diminutivo di "Wojciech", un vecchio nome slavo ancora in uso nella Polonia odierna e che significa "colui a cui piace la guerra" o "guerriero sorridente".
La sua immagine fu inserita nell'emblema ufficiale della compagnia.

## Biografia

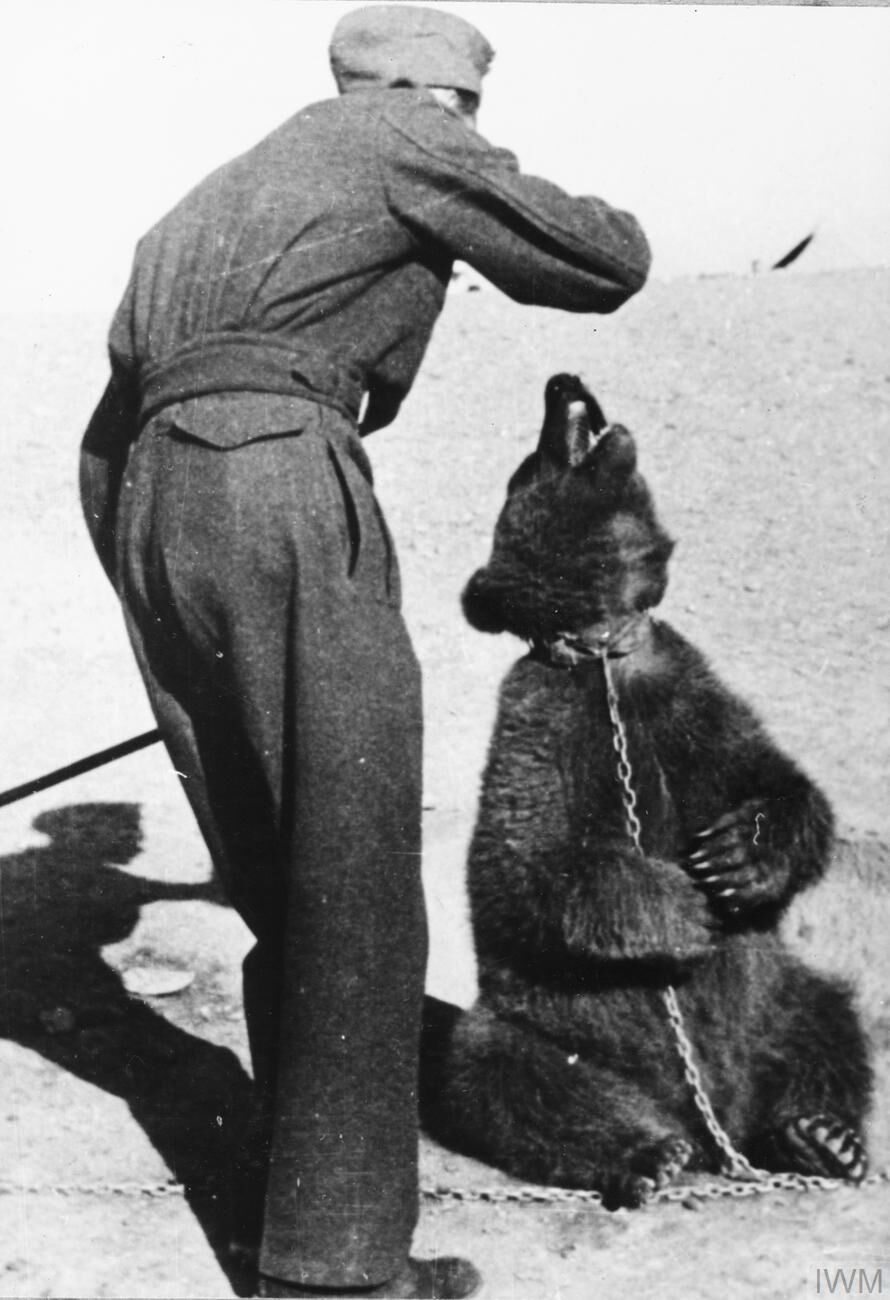
Soldati polacchi con Wojtek in Iran, 1942.

La storia dell'orso Wojtek inizia nel 1942 nelle montagne della Persia, vicino ad Hamadan, nell'attuale Iran. Secondo alcune versioni un ragazzo lo trovò quando era ancora un cucciolo e lo vendette ai soldati dell'esercito polacco di stanza in zona per un paio di scatolette di carne. Si è appurato nel 2011 che la prima ad accudire l'orso fu la giovane rifugiata Irena Bokiewicz, una ragazza che aveva seguito lo straordinario esodo di 300.000 polacchi dai gulag di Stalin alla Persia, che nel 1941 era in mano ai britannici.
Irena viveva nell'accampamento dei civili polacchi e adottò l'orsetto rimasto orfano di madre, uccisa da alcuni cacciatori. Gli diede il nome di Wojtek, e lo accudì fino a quando, a causa delle dimensioni, dovette cederlo. Lo accolse il generale del secondo corpo polacco Boruta Spiechowitz, pensando che potesse migliorare il morale dei propri uomini, che lo adottarono come mascotte. Il caporale Piotr Prendysz fu nominato guardiano del cucciolo.
L'orso, che aveva meno di un anno, fu nutrito con frutti, marmellata, miele e sciroppo e fu spesso ricompensato con birra, che divenne la sua bevanda preferita. Gli piaceva anche fumare (in realtà masticare) sigarette. Gli piaceva lottare amichevolmente con i soldati e fu addestrato a restituire il saluto. L'orso divenne un'attrazione sia per i civili che per i militari e fu presto adottato come mascotte di tutte le unità vicine. Seguì i movimenti della compagnia in Iraq e quindi in Siria, Palestina e Egitto.

### Soldato Wojtek
Per poter essere legittimamente imbarcato su di una nave da trasporto britannica quando la sua unità salpò dall'Egitto per unirsi all'8ª Armata britannica nella campagna d'Italia, Wojtek fu ufficialmente arruolato nell'Esercito polacco come soldato semplice ed elencato tra i soldati della 22ª Compagnia rifornimenti di artiglieria del Secondo Corpo Polacco. Gli furono assegnati Henryk Zacharewicz e Dymitr Szawlugo come guardiani.

Wojtek con un proiettile di artiglieria, stemma dipinto sui veicoli della 22ª Compagnia rifornimenti di artiglieria

Come soldato arruolato ufficialmente viveva con gli altri soldati nelle loro tende in una cesta di legno speciale, trasportata su camion. In riconoscimento della sua popolarità il quartier generale approvò lo stemma di un orso che trasporta un proiettile di artiglieria come emblema ufficiale della 22ª Compagnia (per allora rinominata 22ª Compagnia trasporto).

### Dopo la guerra
Al termine della seconda guerra mondiale nel 1945 l'orso venne trasportato nel Berwickshire, in Scozia, insieme a membri della II Armata. Stazionato nel villaggio di Hutton negli Scottish Borders, vicino a Duns, Wojtek divenne ben presto conosciuto tra i civili locali e la stampa. La Polish-Scottish Association lo accettò come membro onorario.
Dopo la smobilitazione della compagnia del 15 novembre 1947 fu deciso di alloggiare Wojtek nello zoo di Edimburgo, dove trascorse il resto dei suoi giorni, visitato spesso da giornalisti ed ex-soldati polacchi, alcuni dei quali gli lanciavano sigarette. Wojtek morì nel dicembre 1963 all'età di 22 anni. All'epoca della sua morte pesava quasi 500 kg ed era lungo oltre 1,8m.
L'attenzione dei media contribuì alla popolarità di Wojtek. Fu un ospite frequente del programma Blue Peter della BBC. Gli sono state dedicate placche commemorative allo zoo di Edimburgo, all'Imperial War Museum di Londra e al Canadian War Museum di Ottawa, così come una scultura dell'artista David Harding nel Sikorski Museum di Londra, una scultura in legno a Weelsby Woods, Grimsby, ad Imola (BO), in occasione del 70º anniversario dell'entrata in città del contingente polacco e della relativa liberazione dall'occupazione tedesca, è stato dedicato a Wojtek un monumento, realizzato nel 2015 dallo scultore bolognese Luigi Enzo Mattei, ed inaugurato alla presenza del Primo Ministro della Repubblica di Polonia e nel 2019 nella città di Cassino è stata eretta una scultura marmorea, ubicata in piazza XV Febbraio, dedicata all'orso combattente.
A lui è stata eretta anche una statua in bronzo a Edimburgo in Princes Street Garden. Il 30 dicembre 2011 la BBC2 Scotland ha trasmesso un programma di un'ora a lui dedicato Wojtek - The Bear That Went To War. Nel 2013 in Italia è stato pubblicato un libro polacco di Łukasz Wierzbicki, intitolato Nonno e l'orsetto (Edizioni Piemme), che racconta per i giovani lettori la storia vera di Wojtek.

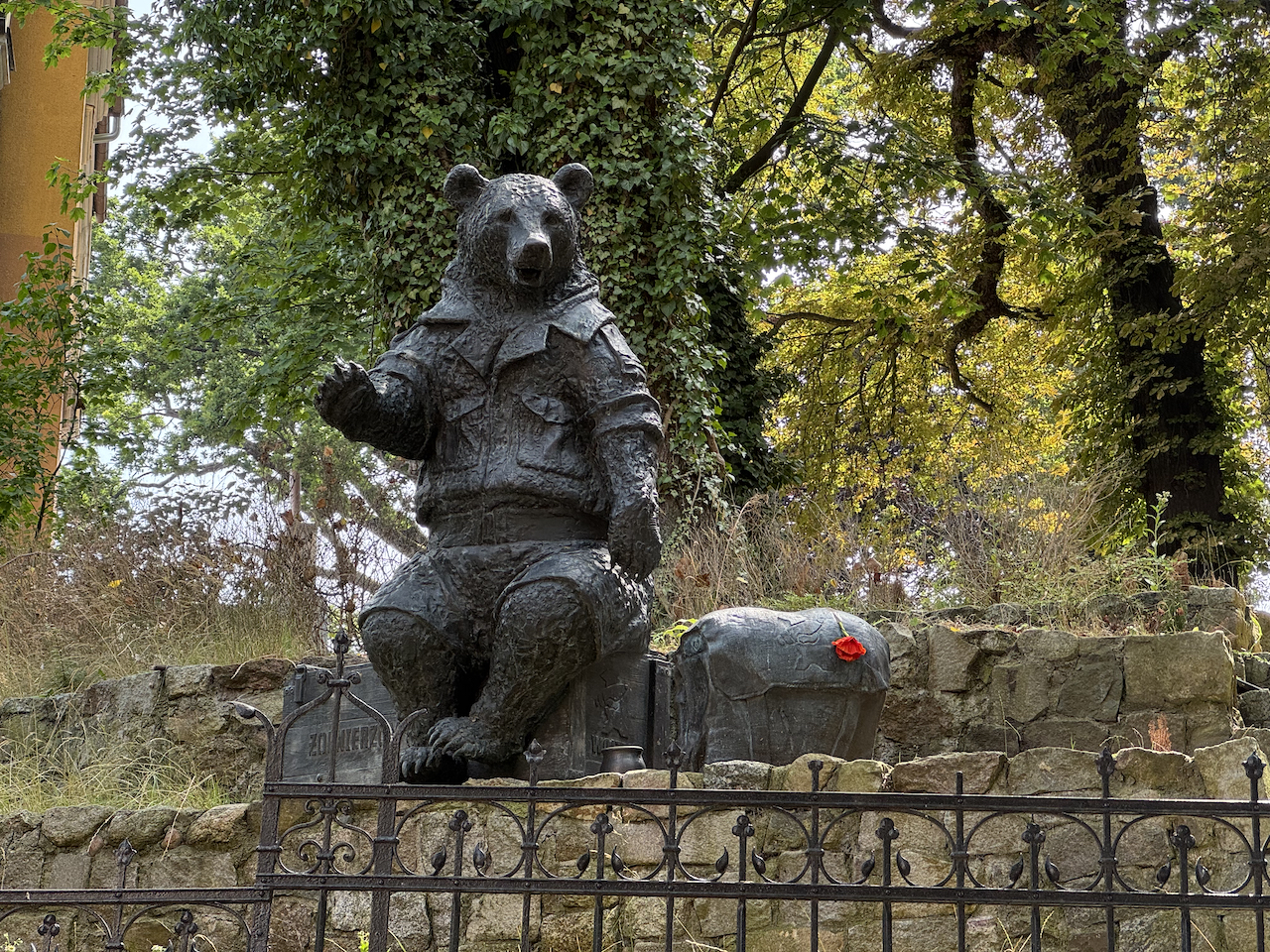
La statua di Wojtek l’Orso si trova a Sopot, in via Bohaterów Monte Cassino, nei pressi della Chiesa di San Giorgio(Kościół św. Jerzego). L’opera è stata realizzata dallo scultore Paweł Sasin e inaugurata il 1º settembre 2019, grazie all’iniziativa del Wojtek the Bear Friends Club.